# Mystacocarida
Los mistacocáridos (Mystacocarida) son una clase de diminutos crustáceos, con solo 13 especies descritas, repartidas en dos géneros, Derocheilocaris y Ctenocheilocharis.
La mayoría de los mistacocáridos apenas alcanzan los 0,5 mm de longitud; son marinos e intersticiales que viven en la arena litoral y sublitoral de todas las zonas templadas y subtropicales.

## Características
Cuerpo cilíndrico, alargado y segmentado. Cabeza dividida transversalmente por un estrechamiento, el segmento portador de los maxilípedos no está completamente fusionado a la cabeza.
Presentan un tórax de cinco segmentos, cuatro de ellos llevan apéndices pares. Una furca caudal en forma de mandíbula.
Cuerpo dividido en céfalon y tronco de 10 segmentos; telson con ramas caudales en forma de uña; céfalon característicamente hendido; todos los apéndices cefálicos son casi idénticos, antenas y mandíbulas birrámeas, anténulas, maxílulas y maxilas unirrámeas;el primer segmento del tronco lleva maxilípedos, pero no está fusionado con el céfalon; sin caparazón; gonoporo en el cuarto segmento del tronco; los segmentos troncales 2-5 con cortos apéndices de un único segmento.

## Clasificación
Según Martin & Davis (2001), los mistacocáridos tienen un solo orden y una sola familia:
Orden Mystacocaridida Pennak & Zinn, 1943
Familia Derocheilocarididae Pennak & Zinn, 1943